# Яогуай

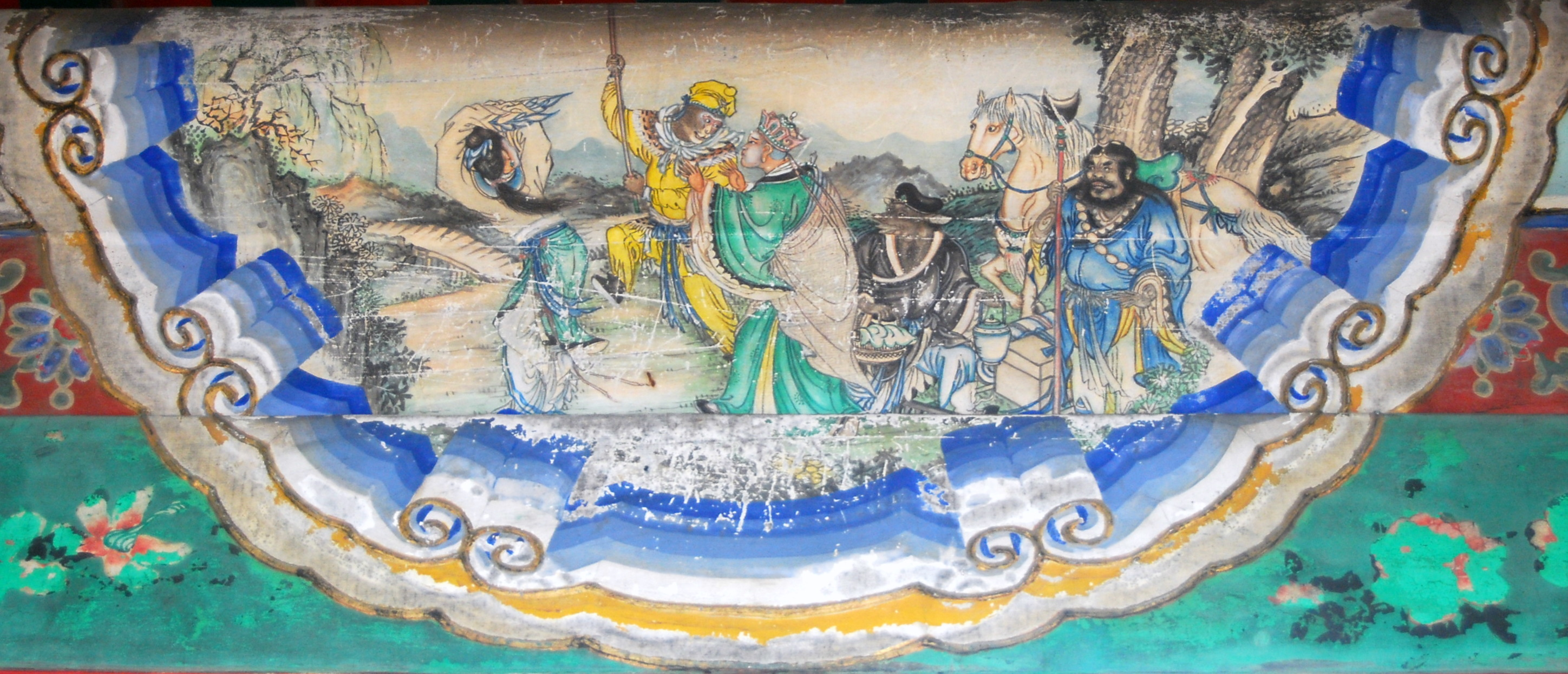
Яогуай Бай гу-цзин (крайняя слева) пытается обмануть спутников Сунь Укуна

Яогуай (кит. 妖怪 — нечистая сила; чудище; наваждение), яомо (кит. 妖魔 — нечистая сила;  злодей) или яоцзин (妖精 — нечистая сила; обольстительница) — китайский термин, который обычно означает демона, призрака, чудовище. Яогуаи, в основном, звери-оборотни, злые духи умерших животных, с которым жестоко обошлись при жизни, и которые вернулись для мщения, или падшие небесные существа, которые приобрели магическую силу через практику даосизма. Главной их целью является достижение бессмертия и, таким образом, божественности. В «Путешествии на Запад», демоны ищут этого как правило за счёт похищения и пожирания святых людей (в данном случае Сюаньцзана).

## Разновидности яогуай
Некоторые яогуаи весьма необычного происхождения. В случае Бай гу-цзин — это скелет женщины, ставший демоном. Многие яогуай являются лисами-оборотнями, или в соответствии с «Путешествием на Запад», божествами домашних животных. Есть также яогуаи-цари (мо-ваны), которые командуют рядом меньших демонических приспешников.
В китайском фольклоре, ад (Диюй) это место, которое заполнено разнообразной нечистью. Образы большей части этих монстров испытали влияние индийской демонологии — ракшасов, якш и, следовательно, имеют некоторое сходство с японскими они.
Термин «яогуай» был заимствован японцами, в японском языке он звучит как ёкай; родной японский эквивалент, который иногда записывается теми же иероглифами, звучит как «мононокэ».
Известные яогуаи в китайской мифологии:
- Бай гу-цзин — женщина-скелет, буквально, «дух белой кости»
- Ню Мо-ван — быкоголовый князь демонов.
- Пипа Цзин и Цзютоу Чжицзи Цзин — персонажи из романа «Фэншэнь яньи» («Возвышение в ранг духов»).

Сунь Укун часто использует этот термин, чтобы оскорбить своих демонических противников.

## Яогуай в популярной культуре
- В видеоигре 2008 года «Fallout 3» яогуай (яо-гай) — мутировавшие медведи. Эти опасные существа бродят по миру, пережившем ядерную катастрофу, в котором происходит действие игры. Одна из радиостанций в игре передаёт шуточное предупреждение диджея, напоминающего слушателям: «Не кормите яо-гаев!».
- В ролевой компьютерной игре «Titan Quest» яогуай, представленный в образе быка-демона, является одним из противников игрока[1].
- Барабанщик тайваньской музыкальной блэк-метал группы «Chthonic» носит металлическую маску черноротого яогуая.
- В 11-м эпизоде второго сезона сериала «Однажды в сказке» встречается в параллельном повествовании.
- В фильме «Бойся своих желаний» 2017 г. яогуай исполняет 7 желаний через шкатулку, после чего должен забрать душу владельца шкатулки.
- В фильме «Гремлины» Яогуай(Могвай)Гизмо после того как были нарушены три условия создает несколько своих копий которые затем превращаются в Гремлинов.
- В видеоигре 2024 года «Black Myth: Wukong» практически все противники - это различные яогуаи от рядовых яогуаев-волков до уникальных царей яогуаев.